# Зарагиж
Зараги́ж (кабард.-черк. Зэрэгъыж) — село в Черекском районе Кабардино-Балкарской Республики.
Образует муниципальное образование «сельское поселение Зарагиж», как единственный населённый пункт в его составе.

## География
Селение расположено в северо-восточной части Черекского района, в междуречье рек Черек и Псыгансу. Находится в 9 км к северо-востоку от районного центра Кашхатау и в 35 км к юго-востоку от Нальчика.
Площадь территории сельского поселения составляет — 17,70 км2. Основную часть муниципального образования составляют сельскохозяйственные земли и нагорные пастбища.
Граничит с землями населённых пунктов: Аушигер на севере, Псыгансу на северо-востоке, Жемтала на юге и Кашхатау на юго-западе.
Населённый пункт расположен в переходной от предгорной в горную зоне республики. Рельеф местности представляет собой в основном нагорные и холмистые участки, с перепадами высот около 500 метров. Основные равнинные территории расположены в междуречье рек Черек и Псыгансу. Средние высоты на территории села составляют 677 метров над уровнем моря. Абсолютные высоты превышают 1 100 метров. 
Сильно пересеченный рельеф, неоднородность почвообразующих пород и значимый перепад высот, образуют большое разнообразие климатических условий и обусловили большую пестроту почвенного покрова на территории сельского поселения. На присельском участке преобладают серо-лесные и тёмно-серо лесные почвы.
Гидрографическая сеть представлена реками Черек, Псыгансу, Жемтала, Шиучика и их родниковыми притоками. В центре села, река Жемтала впадает в Псыгансу. К северу от населённого пункта функционирует Зарагижская ГЭС. Также имеются искусственные водоёмы используемые для рекреационных нужд и рыболовства.
Климат влажный умеренный, с тёплым летом и прохладной зимой. Среднегодовая температура воздуха составляет +9,0°С, и колеблется от средних +20,0°С в июле, до средних -3,0°С в январе. Среднегодовое количество осадков составляет около 800 мм. Основное количество которых выпадает в период с апреля по июнь. Основные ветры — северо-восточные и горно-долинные. Вегетационный период длится около 210—215 дней.

## История
Селение было основано в 1926 году переселенцами из села Псыгансу, осевшими выше по течению реки Псыгансу. Первоначально в новое село переселилось 26 дворов с общим населением в 150 человек. Своё название новое селение получило от названия крутого спуска, расположенного к северо-востоку от села.
В конце 1926 года в соответствии с постановлением президиума облисполкома был создан отдельный Зарагижский сельский Совет. В результате раздела Псыгансуевского сельского земельного участка между Псыгансу и Зарагижем, последнему было отведено 2332 га удобных земель и 402 га неудобных. 
С 1930-х годов началось обустройства села. Появились школа, больница, созданы колхозы и др. В 1935 году была построена и введена в эксплуатацию первая гидроэлектростанция мощностью в 350 мегаватт.
Первоначально село входило в состав Урванского района, затем был передан в состав образованного Советского (Черекского) района в 1944 году.
В 1992 году Зарагижский сельский совет был реорганизован и преобразован в Зарагижскую сельскую администрацию. В 2005 году Зарагижская сельская администрация была преобразована в муниципальное образование, со статусом сельского поселения.
В 2002 году была запущена новая гидроэлектростанция в составе Нижне-Черекского каскада ГЭС. Ныне ведется строительство нового Зарагижского ГЭС в пределах сельского поселения, между Зарагижем и Аушигером.

## Население
| 2002  | 2010  | 2012  | 2013  | 2014  | 2015  | 2016  |
| ----- | ----- | ----- | ----- | ----- | ----- | ----- |
| 1685  | ↘1684 | ↘1674 | ↗1692 | ↘1672 | ↗1687 | ↗1696 |
| 2017  | 2018  | 2019  | 2020  | 2021  | 2023  | 2024  |
| ↘1694 | ↗1702 | ↘1700 | ↘1698 | ↗1772 | ↗1788 | ↗1811 |
| 2025  |       |       |       |       |       |       |
| ↗1830 |       |       |       |       |       |       |

Плотность — 103.39 чел./км2.
Национальный состав
По данным Всероссийской переписи населения 2010 года:
| Народ      | Численность, чел. | Доля от всего населения, % |
| ---------- | ----------------- | -------------------------- |
| кабардинцы | 1 599             | 95,0 %                     |
| балкарцы   | 71                | 4,2 %                      |
| другие     | 14                | 0,8 %                      |
| всего      | 1 684             | 100 %                      |

По данным Всероссийской переписи 2021 года:
| Народ      | Численность, чел. | Доля от всего населения, % |
| ---------- | ----------------- | -------------------------- |
| кабардинцы | 1 606             | 90,63 %                    |
| черкесы    | 80                | 4,51 %                     |
| балкарцы   | 71                | 4,00 %                     |
| другие     | 15                | 0,84 %                     |
| всего      | 1 772             | 100,0 %                    |

Поло-возрастной состав
По данным Всероссийской переписи населения 2010 года:
| Возраст     | Мужчины, чел. | Женщины, чел. | Общая численность, чел. | Доля от всего населения, % |
| ----------- | ------------- | ------------- | ----------------------- | -------------------------- |
| 0 — 14 лет  | 167           | 198           | 365                     | 21,7 %                     |
| 15 — 59 лет | 538           | 554           | 1 092                   | 64,8 %                     |
| от 60 лет   | 77            | 150           | 227                     | 13,5 %                     |
| Всего       | 782           | 902           | 1 684                   | 100,0 %                    |

Мужчины — 782 чел. (46,4 %). Женщины — 902 чел. (53,6 %).
Средний возраст населения — 33,7 лет. Медианный возраст населения — 30,7 лет.
Средний возраст мужчин — 32,3 лет. Медианный возраст мужчин — 30,4 лет.
Средний возраст женщин — 35,0 лет. Медианный возраст женщин — 30,9 лет.

## Местное самоуправление
Администрация сельского поселения Зарагиж — с. Зарагиж, ул. Ленина, 86.
Структуру органов местного самоуправления сельского поселения составляют:
- Исполнительно-распорядительный орган — Местная администрация сельского поселения Зарагиж. Состоит из 6 человек.
  - Глава администрации сельского поселения — Шереужев Хусен Ханбиевич.
- Представительный орган — Совет местного самоуправления сельского поселения Зарагиж. Состоит из 12 депутатов, избираемых на 5 лет.

## Образование
- МКОУ Средняя общеобразовательная школа «имени Б.К. Утижева»  — ул. Ленина, 76А.
- Начальная школа Детский сад — ул. Ленина, 76А.

## Здравоохранение
- Участковая больница — ул. Ленина, 80.

## Культура
- МКУ Сельский Дом Культуры — ул. Ленина, 82Б.

Общественно-политические организации: 
- Адыгэ Хасэ
- Совет старейшин
- Совет ветеранов труда и войны

## Ислам
- Сельская мечеть — ул. Ленина, 76Б.

## Экономика
Основную роль в экономике сельского поселения играют сельское хозяйство и малые гидроэлектростанции.
Также в селе ведется строительство туристско-этнографического комплекса «Зарагиж».

## Улицы
На территории села зарегистрировано 5 улиц и 3 переулка:
Улицы:

| Жукова    |
| Карданова |

| Ленина    |
| Харзинова |

| Шхагапсоева |

Переулки:

| Макоева |

| Мисостова |

| Унатлокова |

## Известные жители
- Карданов Мурат Наусбиевич — российский спортсмен. Олимпийский чемпион по греко-римской борьбе (2000). Государственный деятель и Заслуженный мастер спорта России. Председатель комитета Парламента КБР по спорту.
- Темирканов Юрий Хатуевич — дирижёр и композитор. Народный артист СССР, России и КБР. Главный дирижер Лондонского Королевского филармонического, Дрезденского Филармонического, Ленинградского симфонического и других оркестров.
- Темирканов Борис Хатуевич — советский и российский дирижер. Народный артист России и КБР.
- Утижев Борис Кунеевич — писатель-драматург. Заслуженный работник культуры Российской Федерации.